# マックス・ホロウェイ
マックス・ホロウェイ（Max Holloway、1991年12月4日 - ）は、アメリカ合衆国の男性総合格闘家。ハワイ州ホノルル出身。グレイシー・テクニクス所属。現BMFベルト保持者。元UFC世界フェザー級王者。UFC世界ライト級ランキング3位。UFCパウンド・フォー・パウンド・ランキング12位。

## 来歴
ハワイ州ホノルルでハワイ先住民とサモア人の血を引く家系に生まれる。父親は麻薬常用者であり、母親を毎日のように虐待し、ホロウェイが11歳の時に蒸発した。高校2年生の時にキックボクシングを始め、その僅か3日後にアマチュアキックボクシングの試合に出場し勝利を収めた。

### 総合格闘技
2010年9月11日、プロ総合格闘技デビューを果たし、4戦全勝の戦績を残す。

### UFC
2012年2月4日、UFC初参戦となったUFC 143でダスティン・ポイエーと対戦し、腕ひしぎ三角固めで1R一本負け。キャリア初黒星を喫した。
2013年5月25日、UFC 160でデニス・バミューデスと対戦し、1-2の判定負け。海外のMMAメディアサイトの採点では11人中11人の記者がホロウェイ勝利を支持した。
2013年8月17日、UFC Fight Night: Shogun vs. Sonnenでコナー・マクレガーと対戦し、0-3の判定負け。
2014年1月3日、UFC Fight Night: Saffiedine vs. Limでウィル・チョープと対戦し、スタンドパンチ連打で2RTKO勝ち。ノックアウト・オブ・ザ・ナイトを受賞した。
2014年10月4日、UFC Fight Night: Nelson vs. Storyでアキラ・コラサニと対戦し、右ストレートでダウンを奪いパウンドで1RKO勝ち。パフォーマンス・オブ・ザ・ナイトを受賞した。
2015年4月18日、UFC on FOX 15でフェザー級ランキング5位のカブ・スワンソンと対戦し、ギロチンチョークで3R一本勝ち。パフォーマンス・オブ・ザ・ナイトを受賞した。
2015年8月23日、UFC Fight Night: Holloway vs. Oliveiraでフェザー級ランキング7位のチャールズ・オリベイラと対戦し、ホロウェイにテイクダウンを防がれたオリベイラが食道を負傷し1RTKO勝ち。
2015年12月12日、UFC 194でフェザー級ランキング8位のジェレミー・スティーブンスと対戦し、3-0の判定勝ち。
2016年6月4日、UFC 199でフェザー級ランキング5位のリカルド・ラマスと対戦し、3-0の判定勝ち。

#### UFC世界王座獲得
2016年12月10日、UFC 206のUFC世界フェザー級暫定王座決定戦でフェザー級ランキング5位の元UFC世界ライト級王者アンソニー・ペティスと対戦。3R終盤に右ミドルキックを効かせ、怯んだペティスにスタンドパンチ連打で追撃してTKO勝ち。暫定王座獲得に成功し、パフォーマンス・オブ・ザ・ナイトを受賞した。なお、この試合はペティスが148ポンドとフェザー級タイトルマッチのリミット体重から3ポンドの体重超過をしたため、ホロウェイが勝利した場合のみ暫定王座を獲得できる条件で試合が行われた。
2017年6月3日、UFC 212のUFC世界フェザー級王座統一戦で正規王者のジョゼ・アルドと対戦。序盤はスタンドでアルドに押され気味の展開となるも、3Rに失速したアルドに右ストレートをヒットさせダウンを奪い、パウンドでTKO勝ち。王座統一に成功し、ファイト・オブ・ザ・ナイトを受賞した。
2017年12月2日、UFC 218のUFC世界フェザー級タイトルマッチで対戦予定だったフェザー級ランキング2位のフランク・エドガーが怪我で欠場したため、代役を引き受けたフェザー級ランキング1位の挑戦者ジョゼ・アルドと再戦し、前戦と同じような試合展開から3RにパウンドでTKO勝ち。王座の初防衛に成功した。
2018年12月8日、約1年ぶりの復帰戦となったUFC 231のUFC世界フェザー級タイトルマッチでフェザー級ランキング1位の無敗の挑戦者ブライアン・オルテガと対戦。当時のUFCの有効打数記録となる290発の有効打を当てる壮絶な打ち合いを繰り広げ、4R終了時にドクターストップでTKO勝ち。2度目の王座防衛に成功すると共に、ファイト・オブ・ザ・ナイトとパフォーマンス・オブ・ザ・ナイトを同時受賞した。
2019年4月13日、UFC 236で1階級上のUFC世界ライト級暫定王座決定戦でライト級ランキング3位のダスティン・ポイエーと7年ぶりとなる再戦。驚異的なタフネスを発揮するものの、階級が上でフィジカル差のあるポイエーの圧力と打撃に苦戦し0-3の5R判定負け。ライト級暫定王座獲得に失敗し、自身の連勝記録が13でストップした。敗れはしたものの、ファイト・オブ・ザ・ナイトを受賞した。
2019年7月27日、UFC 240のUFC世界フェザー級タイトルマッチでフェザー級ランキング4位の挑戦者フランク・エドガーと対戦。スタンドの打撃で圧倒して3-0の5R判定勝ち。3度目の王座防衛に成功した。

#### 世界王座陥落
2019年12月14日、UFC 245のUFC世界フェザー級タイトルマッチでフェザー級ランキング1位の挑戦者アレクサンダー・ヴォルカノフスキーと対戦し、0-3の5R判定負け。王座から陥落し、フェザー級での敗戦は約6年ぶりとなった。
2020年7月11日、UFC 251のUFC世界フェザー級タイトルマッチで王者アレクサンダー・ヴォルカノフスキーとダイレクトリマッチを行い、僅差で1-2の5R判定負け。王座奪還に失敗した。海外のMMAメディアサイトの採点では27人中18人の記者がホロウェイ勝利を支持したが、合計有効打数やテイクダウン数ではヴォルカノフスキーがホロウェイを上回り、ラウンド毎の有効打数でも1R以外はヴォルカノフスキーがホロウェイを上回る結果となった。
2021年1月16日、UFC on ABC: Holloway vs. Kattarでフェザー級ランキング6位のカルヴィン・ケイターと対戦。UFC 231でのブライアン・オルテガ戦のUFC有効打数記録を塗り替える445発の有効打を当て、試合中には実況席を指差し「俺がUFCで最高のボクサーだ！」と叫びケイターのパンチをよそ見しながらノーガードで交わす余裕も見せ、ジャッジの1人が50-42のスコアを付ける一方的な内容で3-0の5R判定勝ち。ファイト・オブ・ザ・ナイトを受賞した。
2021年11月13日、UFC Fight Night: Holloway vs. Rodríguezでフェザー級ランキング3位のヤイール・ロドリゲスと対戦。激しい打撃戦を繰り広げ、グラウンドでは優位なポジションを維持しつつパウンドで攻め立てて3-0の5R判定勝ち。2試合連続のファイト・オブ・ザ・ナイトを受賞した。
2022年7月2日、UFC 276のUFC世界フェザー級タイトルマッチで王者アレクサンダー・ヴォルカノフスキーとラバーマッチを行うも、スタンドで終始圧倒され0-3の5R判定負け。王座奪還に失敗した。
2023年4月15日、UFC on ESPN: Holloway vs. Allenでフェザー級ランキング4位のアーノルド・アレンと対戦し、3-0の5R判定勝ち。
2023年8月26日、UFC Fight Night: Holloway vs. The Korean Zombieでフェザー級ランキング8位のジョン・チャンソンと対戦。2Rに右ストレートでダウンを奪いアナコンダチョークを極めかけるなど圧倒し、3Rに前進したチャンソンにカウンターの右フックで失神KO勝ち。ファイト・オブ・ザ・ナイトを受賞した。

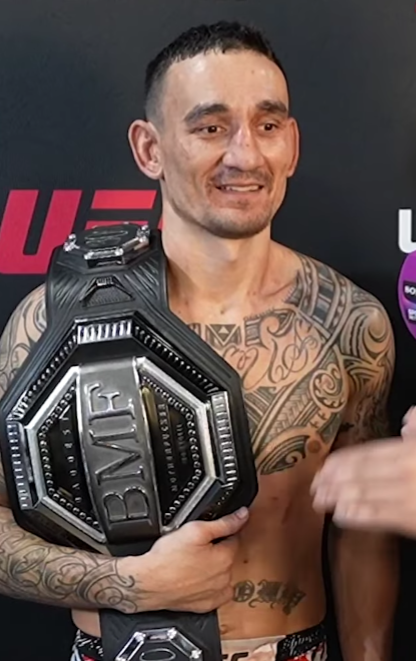
UFC 300の試合後インタビュー

2024年4月13日、ライト級復帰戦となったUFC 300でライト級ランキング2位のジャスティン・ゲイジーと対戦。スタンドの攻防で終始優勢に立ち、試合終了直前に激しい打ち合いを繰り広げた際に右フックで失神KO勝ち。ファイト・オブ・ザ・ナイトとパフォーマンス・オブ・ザ・ナイトを同時受賞し、ゲイジーが保持していたBMFベルト（Baddest Mother Fuckerの略。最高にイカしたやつの意）の獲得に成功した。また、この試合でホロウェイは2024年のUFCノックアウト・オブ・ザ・イヤーを受賞した。
2024年10月26日、UFC 308のUFC世界フェザー級タイトルマッチで王者イリア・トプリアに挑戦。一進一退の打撃戦を繰り広げたものの、3Rに右ストレートでぐらつき、追撃の左フックでダウンを奪われパウンドでキャリア初のKO負け。王座再獲得に失敗した。
2025年7月19日、UFC 318でライト級ランキング6位のダスティン・ポイエーとBMFベルトを懸けて3度目の対戦。一進一退の攻防を繰り広げ、3-0の5R判定勝ち。

## ファイトスタイル
身長180cmとフェザー級ファイターの中では恵まれた体型を持ち、84％のテイクダウンディフェンス率を誇りスタンド、グラウンドなどあらゆる局面で強さを見せる。特に、スタンドの打撃はフェザー級で頭一つ抜けており、当時フェザー級では絶対的なストライカーといわれていたジョゼ・アルドからスタンドの打撃で勝利している。パンチの攻防は左のリードパンチから正確な右を当てる組み立てで、一発の威力はそれほど無いが、豊富な手数と無尽蔵のスタミナを活かし相手にダメージを蓄積させる。また、キャリアを通してノックダウンを奪われたことがたった一度だけであり、試合中に相手を挑発し、打ち合いを要求するなどの余裕も見せる。

## 人物・エピソード

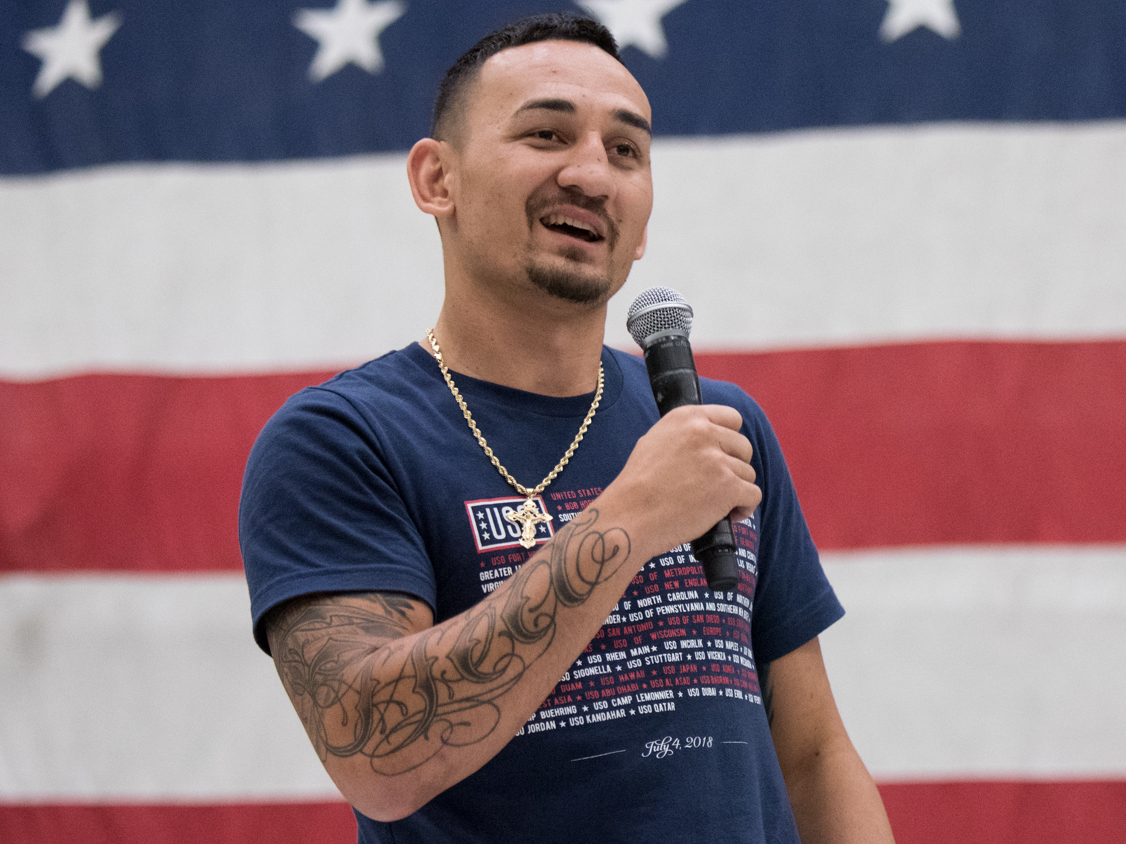
バグラム空軍基地で行われた米国慰問協会のイベントで講演するホロウェイ（2018年）

- UFC世界フェザー級王者のジョゼ・アルドに2度勝利し、UFC世界ライト級王者のアンソニー・ペティス、チャールズ・オリベイラ、フランク・エドガーにも勝利を収めている。
- UFCフェザー級における最多試合記録「27戦」、最多勝利記録「20勝」、最多フィニッシュ勝利記録「11勝」、最長連勝記録「13連勝」等のレコードを保持している[35]。
- UFC代表のダナ・ホワイトが留守番電話に個人的な親交を持つドナルド・トランプ大統領から連絡を取りたいと伝言が残されていたため、数日後に電話を折り返したところ、トランプ大統領が「私がこれまでの生涯で観た中で最高の試合だった」とマックス・ホロウェイ対ブライアン・オルテガを絶賛すると、一方的にどれほど素晴らしい試合だったか15分間喋り続けたエピソードを持つ[36]。
- 前妻との間に一人息子がおり、試合の際にはよく一緒に姿を現すことが多い。また、親子揃ってハワイでユニクロのモデルに起用されたこともある[37]。現在はプロサーファーのアレッサ・クイゾンと結婚している[38]。
- 親日家であり、2017年に初来日した際にはホロウェイと同じハワイ出身である元大相撲力士の武蔵丸や小錦と面会し、桜庭和志等と食事を共にしている。その後も、プライベートやセコンドの仕事で幾度か来日している[39]。
- 2019年12月27日、アメリカの総合格闘技老舗サイトMMAJunkieが選定する『2010年代のMMAファイターTop 10』で10位に選ばれた[40]。

### 慈善活動・寄付
- 2020年、新型コロナウイルスのパンデミックでハワイ州全体の失業率が40％を超える中、ハワイで食料配布を実施している非営利団体「ハワイ・フードバンク」と「マウイ・フードバンク」を支援するオンライン募金サイト「ALL4HAWAIIチャレンジ」のチャリティーに参加し、当選した寄付者とともにディナーとプライベート・トレーニングを行った[41]。
- UFC 251で使用したTシャツ、グローブ、バンテージ、ショーツをオークションに出品し、落札額の21,000ドルをハワイ・フードバンクに寄付した[41]。
- 2020年2月、UFCと提携し、ネバダ州で唯一の小児病院である「Cure 4 The Kids」を訪問し、小児がんを患う子ども達へおもちゃを寄付した[41]。
- UFCはホロウェイの慈善活動を賞賛し、2021年にホロウェイへ「フォレスト・グリフィン・コミュニティ賞」を授与した[41]。
- ホロウェイ戦後に引退を発表したジョン・チャンソンは、試合後にオクタゴンから退場し観客とハイタッチをしていた際に、持っていたグローブの片方を観客の1人に盗られてしまった。その後、これを知ったホロウェイは代わりに自身が使用したグローブをチャンソンに贈ると、チャンソンは感謝の気持ちを述べ、お礼にホロウェイの地元ハワイ州のマウイ島で起こった山火事の被災者を支援するために2万ドルを「マウイ・フードバンク」に寄付した[42]。

## 戦績
| 総合格闘技 戦績 | 総合格闘技 戦績 | 総合格闘技 戦績 | 総合格闘技 戦績 | 総合格闘技 戦績 | 総合格闘技 戦績 | 総合格闘技 戦績 |
| --------------- | --------------- | --------------- | --------------- | --------------- | --------------- | --------------- |
| 35 試合         | (T)KO           | 一本            | 判定            | その他          | 引き分け        | 無効試合        |
| 27 勝           | 12              | 2               | 13              | 0               | 0               | 0               |
| 8 敗            | 1               | 1               | 6               | 0               | 0               | 0               |

| 勝敗 | 対戦相手                           | 試合結果                            | 大会名                                                              | 開催年月日     |
| ○    | ダスティン・ポイエー               | 5分5R終了 判定3-0                   | UFC 318: Holloway vs. Poirier 3 【BMFタイトルマッチ】               | 2025年7月19日  |
| ×    | イリア・トプリア                   | 3R 1:34 KO（左フック→パウンド）     | UFC 308: Topuria vs. Holloway 【UFC世界フェザー級タイトルマッチ】   | 2024年10月26日 |
| ○    | ジャスティン・ゲイジー             | 5R 4:59 KO（右フック）              | UFC 300: Pereira vs. Hill 【BMFタイトルマッチ】                     | 2024年4月13日  |
| ○    | ジョン・チャンソン                 | 3R 0:23 KO（右フック）              | UFC Fight Night: Holloway vs. The Korean Zombie                     | 2023年8月26日  |
| ○    | アーノルド・アレン                 | 5分5R終了 判定3-0                   | UFC on ESPN 44: Holloway vs. Allen                                  | 2023年4月15日  |
| ×    | アレクサンダー・ヴォルカノフスキー | 5分5R終了 判定0-3                   | UFC 276: Adesanya vs. Cannonier 【UFC世界フェザー級タイトルマッチ】 | 2022年7月2日   |
| ○    | ヤイール・ロドリゲス               | 5分5R終了 判定3-0                   | UFC Fight Night: Holloway vs. Rodríguez                             | 2021年11月13日 |
| ○    | カルヴィン・ケイター               | 5分5R終了 判定3-0                   | UFC on ABC 1: Holloway vs. Kattar                                   | 2021年1月16日  |
| ×    | アレクサンダー・ヴォルカノフスキー | 5分5R終了 判定1-2                   | UFC 251: Usman vs. Masvidal 【UFC世界フェザー級タイトルマッチ】     | 2020年7月11日  |
| ×    | アレクサンダー・ヴォルカノフスキー | 5分5R終了 判定0-3                   | UFC 245: Usman vs. Covington 【UFC世界フェザー級タイトルマッチ】    | 2019年12月14日 |
| ○    | フランク・エドガー                 | 5分5R終了 判定3-0                   | UFC 240: Holloway vs. Edgar 【UFC世界フェザー級タイトルマッチ】     | 2019年7月27日  |
| ×    | ダスティン・ポイエー               | 5分5R終了 判定0-3                   | UFC 236: Holloway vs. Poirier 2 【UFC世界ライト級暫定王座決定戦】   | 2019年4月13日  |
| ○    | ブライアン・オルテガ               | 4R終了時 TKO（ドクターストップ）    | UFC 231: Holloway vs. Ortega 【UFC世界フェザー級タイトルマッチ】    | 2018年12月8日  |
| ○    | ジョゼ・アルド                     | 3R 4:51 TKO（パウンド）             | UFC 218: Holloway vs. Aldo 2 【UFC世界フェザー級タイトルマッチ】    | 2017年12月2日  |
| ○    | ジョゼ・アルド                     | 3R 4:13 TKO（パウンド）             | UFC 212: Aldo vs. Holloway 【UFC世界フェザー級王座統一戦】          | 2017年6月3日   |
| ○    | アンソニー・ペティス               | 3R 4:50 TKO（スタンドパンチ連打）   | UFC 206: Holloway vs. Pettis 【UFC世界フェザー級暫定王座決定戦】    | 2016年12月10日 |
| ○    | リカルド・ラマス                   | 5分3R終了 判定3-0                   | UFC 199: Rockhold vs. Bisping 2                                     | 2016年6月4日   |
| ○    | ジェレミー・スティーブンス         | 5分3R終了 判定3-0                   | UFC 194: Aldo vs. McGregor                                          | 2015年12月12日 |
| ○    | チャールズ・オリベイラ             | 1R 1:39 TKO（食道の負傷）           | UFC Fight Night: Holloway vs. Oliveira                              | 2015年8月23日  |
| ○    | カブ・スワンソン                   | 3R 3:58 ギロチンチョーク            | UFC on FOX 15: Machida vs. Rockhold                                 | 2015年4月18日  |
| ○    | コール・ミラー                     | 5分3R終了 判定3-0                   | UFC Fight Night: Henderson vs. Thatch                               | 2015年2月14日  |
| ○    | アキラ・コラサニ                   | 1R 3:11 KO（右ストレート→パウンド） | UFC Fight Night: Nelson vs. Story                                   | 2014年10月4日  |
| ○    | クレイ・コラード                   | 3R 3:47 TKO（パウンド）             | UFC Fight Night: Henderson vs. dos Anjos                            | 2014年8月23日  |
| ○    | アンドレ・フィリ                   | 3R 3:39 ギロチンチョーク            | UFC 172: Jones vs. Teixeira                                         | 2014年4月26日  |
| ○    | ウィル・チョープ                   | 2R 2:27 TKO（スタンドパンチ連打）   | UFC Fight Night: Saffiedine vs. Lim                                 | 2014年1月4日   |
| ×    | コナー・マクレガー                 | 5分3R終了 判定0-3                   | UFC Fight Night: Shogun vs. Sonnen                                  | 2013年8月17日  |
| ×    | デニス・バミューデス               | 5分3R終了 判定1-2                   | UFC 160: Velasquez vs. Bigfoot 2                                    | 2013年5月25日  |
| ○    | レオナルド・ガルシア               | 5分3R終了 判定2-1                   | UFC 155: dos Santos vs. Velasquez 2                                 | 2012年12月29日 |
| ○    | ジャスティン・ローレンス           | 2R 4:49 TKO（パウンド）             | UFC 150: Henderson vs. Edgar 2                                      | 2012年8月11日  |
| ○    | パット・シリング                   | 5分3R終了 判定3-0                   | The Ultimate Fighter 15 Finale                                      | 2012年6月1日   |
| ×    | ダスティン・ポイエー               | 1R 3:23 腕ひしぎ三角固め            | UFC 143: Diaz vs. Condit                                            | 2012年2月4日   |
| ○    | エディ・リンコン                   | 5分3R終了 判定3-0                   | UIC 4: War on the Valley Isle                                       | 2011年7月1日   |
| ○    | ハリス・サリエント                 | 5分5R終了 判定2-1                   | X-1: Champions 3 【X-1ライト級タイトルマッチ】                      | 2011年3月12日  |
| ○    | ブライソン・カマカ                 | 1R 3:09 KO（パンチ）                | X-1: Island Pride                                                   | 2010年11月6日  |
| ○    | デューク・サラゴサ                 | 5分3R終了 判定3-0                   | X-1: Heroes                                                         | 2010年9月11日  |

## 獲得タイトル
- X-1ライト級王座（2011年）
- UFC世界フェザー級暫定王座（2016年）
- 第4代UFC世界フェザー級王座（2017年）
- BMFライト級王座（2024年）

## 表彰
- UFC ファイト・オブ・ザ・ナイト（7回）
- UFC パフォーマンス・オブ・ザ・ナイト（5回）
- UFC ノックアウト・オブ・ザ・ナイト（1回）
- UFC ノックアウト・オブ・ザ・イヤー（2024年/ジャスティン・ゲイジー戦）
- フォレスト・グリフィン・コミュニティ賞（2021年）

## ペイ・パー・ビュー販売件数
| 開催年月日     | イベント                                                 | 販売件数 | 備考 |
| -------------- | -------------------------------------------------------- | -------- | ---- |
| 2016年12月10日 | UFC 206: マックス・ホロウェイ vs. アンソニー・ペティス   | 15万件   |      |
| 2017年6月3日   | UFC 212: ジョゼ・アルド vs. マックス・ホロウェイ         | 20万件   |      |
| 2017年12月2日  | UFC 218: マックス・ホロウェイ vs. ジョゼ・アルド 2       | 23万件   |      |
| 2018年12月8日  | UFC 231: マックス・ホロウェイ vs. ブライアン・オルテガ   | 35万件   |      |
| 2019年4月13日  | UFC 236: マックス・ホロウェイ vs. ダスティン・ポイエー 2 | 10万件   |      |